# Ivo Lozica
Ivo Lozica (Lumbarda, 10. lipnja 1910. – Lumbarda, 27. ožujka 1943.), bio je hrvatski kipar.

## Životopis
Ivo Lozica rođen je 10. lipnja 1910. godine u Lumbardi, prvi sin u obitelji Anice i Antuna Lozica Barbareško. Kamenoklesarsku školu izučio u Korčuli (1923. – 1925.). Na preporuku svog mentora, kipara Frana Kršinića, 1926. godine kao prvi u klasi akademije, sa šesnaest godina primljen je u klasu Ivana Meštrovića na Likovnu akademiju u Zagrebu. Radio je u kamenu, bronci, mramoru, sadri, drvo i terakoti, a najbolja je djela ostvario u kamenu s posebnim osjećajem za harmoniju i ljepotu oblika. Radio je ekspresivne likove težaka, ribara i aktove naglašene voluminoznosti.
Usavršavao se u Parizu i kod Ivana Meštrovića. Godine 1931. dobio je francusku stipendiju te je poslije toga u Parizu specijalizirao na Sorboni. Nakon godine dana specijalizacije po povratku u Meštrovićevu atelijeru u Splitu klesao je karijatide za njegov Spomenik neznanom junaku na Avali u Beogradu (1935. – 1938.). U Zagrebu postao je docent, a kasnije i profesor na Akademiji likovnih umjetnosti u Zagrebu (1938. – 1942.).
 

Kipar Frano Kršinić bio je često u društvu svojega mladog učenika. Lozica je jednom prilikom napisao: 
Ivo Lozica izradio je brojne skulpture koje imaju istaknuto mjesto u novijem hrvatskom kiparstvu. Tu su i aktovi Poslije kupanja, Proljeće i Ženski torzo. Na posljednjim skulpturama odmaknuo se od krutog realističkog oblikovanja i naglašavanja pojedinosti, te prelazi u cjelovito obuhvaćanje oblika. U mramornom Ženskom torzu, koji je izradio pred kraj života, čistoćom oblika i blagim prijelazima potpuno se približio modernom shvaćanju kiparske forme.
U proljeće 1943. talijanski fašisti uhitili su ga ispred kuće u Lumbardi. Kasnije je zamoljen mostarsko-duvanjski biskup i apostolski upravitelj trebinjsko-mrkanski Petar Čule da, zbog poznavanja talijanskog jezika, uputi pismo talijanskoj upravi kako bi se spasio Lozicin život. Čule je molbu napisao i poslao, ali je intervencija zakasnila. Strijeljan je 27. ožujka 1943. godine.

## Izabrana djela
- Pržinar
- Žena s mijehom
- Poslije kupanja
- Proljeće